# Teinolophos trusleri
Teinolophos trusleri és una espècie extinta de monotrema de la família dels tinolòfids. Se'l coneix a partir d'un maxil·lar inferior trobat a Flat Rocks, a Victòria (Austràlia). Visqué durant l'estatge Barremià del Cretaci inferior. És el monotrema més antic i menut conegut, amb un pes estimat d'uns 40 g. Presumiblement, ja havia desenvolupat el sentit de l'electrorecepció, que no es dona en cap altre grup de mamífers que no siguin els monotremes i li hauria pogut servir per trobar insectes en la foscor de l'hivern polar (en aquell temps, el continent australià es trobava dins del cercle polar antàrtic).
Un estudi del 2005 sostingué que els ossos de l'orella mitjana de Teinolophos estaven vinculats a l'os dental, cosa que implicaria que la separació total que hi ha entre els ossos de l'orella mitjana i la mandíbula hauria evolucionat de manera independent en els prototeris i els teris. Tanmateix, un altre estudi del 2008 conclogué que Teinolophos no només no tenia els ossos de l'orella mitjana en contacte amb l'os dental, sinó que era tan semblant a l'ornitorrinc d'avui en dia que convenia situar-lo en la família dels ornitorrínquids. Aquesta darrera hipòtesi fou refutada per un equip d'investigadors que demostraren que el principal caràcter en el qual es basava (el conducte mandibular engrandit) també es dona en menor grau en els taquiglòssids. Teinolophos és classificat en la família dels tinolòfids des del 2022.
El nom de l'espècie és en honor de l'artista Peter Trusler. El nom genèric Teinolophos significa ‘cresta estesa’ en llatí i es refereix a la seva estructura dental.